# ماريا لويزا بيريز هيريرو
ماريا لويزا بيريز هيريرو (بالإسبانية: María Luisa Pérez Herrero) هي رسامة إسبانية، ولدت في 12 أبريل 1898 في مدريد في إسبانيا، وتوفي بنفس المكان في 26 مايو 1934.